# Loxocythere crassa
Loxocythere crassa är en kräftdjursart som beskrevs av N. de B. Hornibrook 1952. Loxocythere crassa ingår i släktet Loxocythere och familjen Cytheridae. Inga underarter finns listade i Catalogue of Life.